# Ichthyodes tricolor
Ichthyodes tricolor är en skalbaggsart som beskrevs av Stefan von Breuning 1959. Ichthyodes tricolor ingår i släktet Ichthyodes och familjen långhorningar. Inga underarter finns listade i Catalogue of Life.